# Usman Khan (Cricketspieler)
Usman Khan (Urdu عثمان خان; * 10. Mai 1995 in Karachi, Pakistan) ist ein pakistanischer Cricketspieler, der seit 2024 für die pakistanische Nationalmannschaft spielt.

## Kindheit und Ausbildung
Khan stammt aus einem Dorf bei Sheikhupura. Mit 17 Jahren zog er nach Karachi um bessere Möglichkeiten zu haben Cricket zu spielen.

## Aktive Karriere
Khan gab sein First-Class-Debüt für die Karachi Whites in der Quaid-e-Azam Trophy 2017/18. Im Jahr 2020 zog er in die Vereinigten Arabischen Emirate, wo er mehrere Jahre spielte. Sein Twenty20-Debüt erfolgte bei der Pakistan Super League 2021 für die Quetta Gladiators. Er wechselte in der Folge auch seine Zugehörigkeit zum Emirates Cricket Board, was ihm die Option eröffnete für deren Nationalmannschaft zu spielen. Nachdem er bei der Pakistan Super League 2024 die Multan Sultans ins Finale geführt hatte, beendete er sein Engagement mit den Vereinigten Arabischen Emiraten, die ihn darauf für ihren Zuständigbereich sperrten. Daraufhin wurde er für die Tour gegen Neuseeland berufen und gab dort sein Twenty20-Debüt. Dem folgte die Nominierung für den Kader der ICC Men’s T20 World Cup 2024.